# Serghei Nani
Serghei Nani (ur. 10 sierpnia 1970) – mołdawski piłkarz występujący na pozycji pomocnika.

## Kariera klubowa
Nani karierę rozpoczynał w 1986 roku w zespole Nistru Kiszyniów, grającym w drugiej lidze ZSRR. W 1988 roku odszedł do trzecioligowej Zarei Bielce. W 1989 roku wrócił do Nistru. W 1991 roku klub zmienił nazwę na Zimbru Kiszyniów, a w 1992 roku Nani rozpoczął z nim starty w pierwszej lidze mołdawskiej. Wraz z Zimbru cztery razy wywalczył mistrzostwo Mołdawii (1992, 1993, 1994, 1995).
W 1995 roku przeszedł do holenderskiego Go Ahead Eagles. W Eredivisie zadebiutował 26 sierpnia 1995 w przegranym 0:2 meczu z Willem II Tilburg. W sezonie 1995/1996 zajął z klubem 18. miejsce w Eredivisie i spadł z nim do Eerste divisie. W 1997 roku przeniósł się do izraelskiego Maccabi Kefar Kanna. Spędził tam dwa sezony, a w 1999 roku wrócił do Mołdawii, gdzie został zawodnikiem drużyny Moldova-Gaz Kiszyniów. W 2000 roku przeszedł do rosyjskiego Kristałłu Smoleńsk, grającego w drugiej lidze i spędził tam sezon 2000.
W 2001 roku Nani odszedł do mołdawskiego klubu Haiduc-Sporting-USM, gdzie w tym samym roku zakończył karierę.

## Kariera reprezentacyjna
W reprezentacji Mołdawii Nani zadebiutował 2 września 1994 w wygranym 2:1 towarzyskim meczu z Azerbejdżanem. W latach 1994–1996 w drużynie narodowej rozegrał 14 spotkań.